# Ormiscodes luperina
Ormiscodes luperina är en fjärilsart som beskrevs av Alpheus Spring Packard 1914. Ormiscodes luperina ingår i släktet Ormiscodes och familjen påfågelsspinnare. Inga underarter finns listade i Catalogue of Life.